# Francisco Vazzoler
Francisco Vazzoler (Esperanza, Provincia de Santa Fe, Argentina; 22 de abril de 1989) es un futbolista argentino. Juega como delantero y su primer equipo fue Unión de Santa Fe. Actualmente milita en Juventud de Esperanza del Torneo Regional Amateur.

## Trayectoria
Se inició futbolísticamente en las inferiores de Unión de Santa Fe, para luego sumarse a las divisiones formativas de Vélez Sarsfield. Una vez que el club de Liniers decidió dejarlo en libertad antes de firmar primer contrato, a principios de 2010 regresó a Santa Fe y se incorporó nuevamente a Unión, donde hizo su debut como profesional el 17 de abril de ese mismo año en la victoria del equipo rojiblanco 3-0 ante San Martín de San Juan. Ese día ingresó a los 25 del ST en reemplazo de Claudio Guerra.
Jugó también en Racing de Olavarría, Blooming de Bolivia, Gimnasia y Tiro de Salta, Colegiales, Platense, Defensores de Belgrano, Chacarita Juniors y Deportes Copiapó de Chile.

## Estadísticas
| Club                       | Div.                | Temporada           | Liga  | Liga  | Copas nacionales | Copas nacionales | Torneos internacionales | Torneos internacionales | Total | Total |
| Club                       | Div.                | Temporada           | Part. | Goles | Part.            | Goles            | Part.                   | Goles                   | Part. | Goles |
| -------------------------- | ------------------- | ------------------- | ----- | ----- | ---------------- | ---------------- | ----------------------- | ----------------------- | ----- | ----- |
| Unión Argentina            | 2.ª                 | 2009-10             | 3     | 0     | —                | —                | —                       | —                       | 3     | 0     |
| Unión Argentina            | 2.ª                 | 2010-11             | 0     | 0     | —                | —                | —                       | —                       | 0     | 0     |
| Unión Argentina            | Total               | Total               | 3     | 0     | 0                | 0                | 0                       | 0                       | 3     | 0     |
| Racing (O) Argentina       | 3.ª                 | 2011-12             | 10    | 1     | —                | —                | —                       | —                       | 10    | 1     |
| Racing (O) Argentina       | 3.ª                 | 2012-13             | 30    | 5     | 1                | 3                | —                       | —                       | 31    | 8     |
| Racing (O) Argentina       | Total               | Total               | 40    | 6     | 1                | 3                | 0                       | 0                       | 41    | 9     |
| Blooming · Bolivia         | 1.ª                 | 2011-12             | 6     | 1     | —                | —                | —                       | —                       | 6     | 1     |
| Blooming · Bolivia         | Total               | Total               | 6     | 1     | 0                | 0                | 0                       | 0                       | 6     | 1     |
| Gimnasia y Tiro Argentina  | 3.ª                 | 2013-14             | 29    | 6     | 1                | 0                | —                       | —                       | 30    | 6     |
| Gimnasia y Tiro Argentina  | 3.ª                 | 2014                | 6     | 1     | 1                | 0                | —                       | —                       | 7     | 1     |
| Gimnasia y Tiro Argentina  | Total               | Total               | 35    | 7     | 2                | 0                | 0                       | 0                       | 37    | 7     |
| Colegiales Argentina       | 3.ª                 | 2015                | 41    | 11    | —                | —                | —                       | —                       | 41    | 11    |
| Colegiales Argentina       | 3.ª                 | 2016                | 19    | 4     | —                | —                | —                       | —                       | 19    | 4     |
| Colegiales Argentina       | Total               | Total               | 60    | 15    | 0                | 0                | 0                       | 0                       | 60    | 15    |
| Platense Argentina         | 3.ª                 | 2016-17             | 34    | 5     | —                | —                | —                       | —                       | 34    | 5     |
| Platense Argentina         | Total               | Total               | 34    | 5     | 0                | 0                | 0                       | 0                       | 34    | 5     |
| Def. de Belgrano Argentina | 3.ª                 | 2017-18             | 33    | 11    | —                | —                | —                       | —                       | 33    | 11    |
| Def. de Belgrano Argentina | Total               | Total               | 33    | 11    | 0                | 0                | 0                       | 0                       | 33    | 11    |
| Chacarita Argentina        | 2.ª                 | 2018-19             | 11    | 1     | —                | —                | —                       | —                       | 11    | 1     |
| Chacarita Argentina        | Total               | Total               | 11    | 1     | 0                | 0                | 0                       | 0                       | 11    | 1     |
| Deportes Copiapó · Chile   | 2.ª                 | 2019                | 27    | 7     | 1                | 1                | —                       | —                       | 28    | 8     |
| Deportes Copiapó · Chile   | 2.ª                 | 2020                | 3     | 1     | —                | —                | —                       | —                       | 3     | 1     |
| Deportes Copiapó · Chile   | Total               | Total               | 30    | 8     | 1                | 1                | 0                       | 0                       | 31    | 9     |
| Juventud (E) Argentina     | 4.ª                 | 2022-23             | 6     | 0     | —                | —                | —                       | —                       | 6     | 0     |
| Juventud (E) Argentina     | Total               | Total               | 6     | 0     | 0                | 0                | 0                       | 0                       | 6     | 0     |
| Total en su carrera        | Total en su carrera | Total en su carrera | 258   | 54    | 4                | 4                | 0                       | 0                       | 262   | 58    |
| 1. 2.                      |                     |                     |       |       |                  |                  |                         |                         |       |       |

## Palmarés
| Título                  | Club                   | País      | Año  |
| ----------------------- | ---------------------- | --------- | ---- |
| Ascenso a la B Nacional | Defensores de Belgrano | Argentina | 2018 |